# Angela Kovács
Angela Anna Margareta Kovács (født 23. maj 1964) er en svensk skuespillerinde med ungarsk oprindelse. Hun studerede på Teaterhögskolan i Göteborg fra 1987 til 1990.
Hun har været tilknyttet teatre som Göteborgs stadsteater, Helsingborgs stadsteater og Dramaten. Udover teatret har Kovács medvirket i forskellige film og tv-serier. Kovács har eksempelvis spillet titelrollen i tv-serien Irene Huss fra 2007 til 2011.

## Udvalgt filmografi
- Rederiet (tv-serie, 1993-2002)
- En dag i taget (tv-serie, 2001)
- Beck (tv-serie, 2002)
- Paradiset (2003)
- Belinder auktioner (tv-serie, 2003)
- Wallander (tv-serie, 2005-2006)
- Små mirakler og store (2006)
- Irene Huss (tv-serie, 2007-2011)
- Solsidan (tv-serie, 2011)
- Mord i Skærgården (tv-serie, 2013)
- Gåsmamman (tv-serie, 2015)
- Springfloden (tv-serie, 2016)
- Hassel (tv-serie, 2017)
- Maria Wern (tv-serie, 2018)
- Kærlighed og anarki (tv-serie, 2020)
- Maskineriet (tv-serie, 2020-2022)